# 우미티장 위쑤푸
우미티장 위쑤푸(중국어 간체자: 吾米提江·玉苏普, 정체자: 吾米提江·玉蘇普, 병음: Wúmǐtíjiāng Yùsūpǔ, 한자음: 오미제강·옥소보, 2004년 2월 28일~), 또는 우미잔 유수프는 중화인민공화국의 축구 선수로 포지션은 중앙 수비수이다. 위구르족으로 현재 중국 슈퍼리그의 상하이 하이강에서 활동하고 있다.

## 구단 경력
2004년 신장 위구르 자치구 야르칸드현에서 태어난 위쑤푸는 우루무치시에 연고를 둔 신장 쉐위 톈청에서 축구 선수 경력을 시작했다. 2021년 중화인민공화국의 4부 축구 리그인 중국 챔피언스 리그에 출전했고 신장 쉐위 톈청은 지역 리그 준결승전에서 탈락했다. 그는 같은 해에 중화인민공화국 전국운동회 U-18 축구 대회에서 신장 위구르 자치구 대표로 참가했다.

### 우한 싼전
2022년 위쑤푸는 중국 슈퍼리그에 승격한 우한 싼전의 2군으로 이적했다. 2023년 1월 4일 그는 우한 싼전과 산둥 타이산과의 2022년 중국 FA컵 8강전에서 후반전에 샤오카이티장 타이얼과 교체되어 경기에 투입되면서 우한 싼전 데뷔전을 가졌다. 그는 이 경기에서 등번호로 48번을 사용했다.

### 하이난 즈싱
2023년 4월, 위쑤푸는 우한 싼전에서 중국 을급리그의 하이난 즈싱으로 임대되었다. 그는 2023년 6월 5일 하이난 즈싱이 중칭 퉁량룽에 1대 2로 패배한 원정경기에서 하이난 즈싱에서의 첫 번째 득점을 기록했다. 그는 하이난 즈싱 소속으로 총 23경기에 출전했다.

### 우한 싼전 복귀
2024년 2월 28일, 우한 싼전은 하이난 즈싱 임대를 마친 위쑤푸가 중국 슈퍼리그 2024에 참가하는 구단 1군 선수 명단에 등록되었으며 등번호로 40번을 배정받았다고 발표했다. 그는 3월 1일 우한 싼전이 상하이 하이강에 1대 3으로 패배한 원정 경기에서 중국 슈퍼리그 데뷔전을 가졌다. 8월 16일, 위쑤푸는 우한 싼전과 톈진 진먼후와의 경기에서 톄진 진먼후 소속 축구 선수 샤다스와 충돌해 두개골 골절 부상을 입었다.

### 상하이 하이강
2025년 2월 상하이 하이강으로 이적했다.

## 국가대표팀 경력
위쑤푸는 2024년 11월 27일 중국 U-21 축구 국가대표팀에 소집되었다. 이후 1년 뒤 2025년 1월 3일 하이커우시에서 10일 동안 진행된 중국 축구 국가대표팀 훈련 캠프에 소집되며 중국 대표팀에 처음으로 발탁되었다. 그는 소집 당시 바이허라무 아부두와이리, 마이우랑 미지티 외에 대표팀에 선발된 세 명의 신장 위구르 자치구 출신 선수들 중 한 명이었다.